# Stipagrostis
Stipagrostis là một chi thực vật có hoa trong họ Hòa thảo (Poaceae).

## Loài
Chi Stipagrostis gồm các loài: